# Đế quốc Aztec
Đế quốc Aztec, Liên minh Tam quốc hay Liên minh Ba nước (Ēxcān Tlahtōlōyān, [ˈjéːʃkaːn̥ t͡ɬaʔtoːˈlóːjaːn̥]), khởi đầu như một liên minh của ba "altepetl" (thành bang) người Nahua: México-Tenochtitlan, México-Texcoco, và México-Tlacopan. Ba thành bang này thống trị vùng trong và xung quanh thung lũng México từ năm 1428 cho tới khi bị đánh dẹp bởi lực lượng conquistador Tây Ban Nha và đồng minh bản địa dưới sự chỉ huy của Hernán Cortés năm 1521.
Liên minh Tam quốc được thành lập sau một cuộc nội chiến giữa Azcapotzalco và những thành bang chư hầu. Dù ban đầu là một liên minh của ba thành bang tự trị, Tenochtitlan nhanh chóng chiếm ưu thế về quân sự. Khi người Tây Ban Nha đến năm 1519, lãnh thổ Tam Đồng Minh được cai trị từ Tenochtitlan, trong khi những thành bang còn lại chỉ có vai trò hỗ trợ.
Liên minh Tam quốc gây chiến và mở mang nhanh chóng sau khi hình thành. Thời đỉnh cao, Liên minh quản lý đa phần miền trung México và nhiều lãnh thổ xa hơn ở Trung Bộ châu Mỹ, như tỉnh Xoconochco, nằm gần biên giới Guatemala ngày nay. Sự thống trị của Aztec được các học giả mô tả là "bá quyền" và "gián tiếp". Aztec cho phép vua của các thành bang bị chinh phục duy trì quyền lực miễn là phải cống nạp nửa năm một lần, cũng như cung cấp quân lực cho Aztec khi cần thiết. Ngược lại, Liên minh sẽ bảo vệ và giữ ổn định chính trị cho họ.
Đa thần giáo Aztec là quốc giáo của đế chế này. Các vị thần quan trọng nhất được thờ cúng ở đền trung tâm tại Tenochtitlan. Ví dụ, một trong những thần nổi bật nhất là Huitzilopochtli, một vị thần bảo trợ hiếu chiến. Người dân ở các vùng bị chinh phục được phép duy trì tín ngưỡng cũ, với điều kiện phải thờ thêm thần Huitzilopochtli.

## Từ nguyên và định nghĩa
Từ "Aztec" theo nghĩa hiện đại không phải là danh xưng của đế quốc. Từ đó được sử dụng để chỉ Tam Đồng Minh, những người nói tiếng Nahuatl ở miền trung Mexico trước cuộc chinh phạt của Tây Ban Nha, cụ thể là sắc tộc Mexica của các dân tộc nói tiếng Nahuatl. Tên này xuất phát từ một từ Nahuatl có nghĩa là "người từ Aztlan", phản ánh nơi xuất xứ thần thoại của các dân tộc Nahua. Đối với mục đích của bài viết này, "Aztec" chỉ đề cập đến những thành phố được thành lập hoặc là chư hầu của Tam Đồng Minh.

## Lịch sử

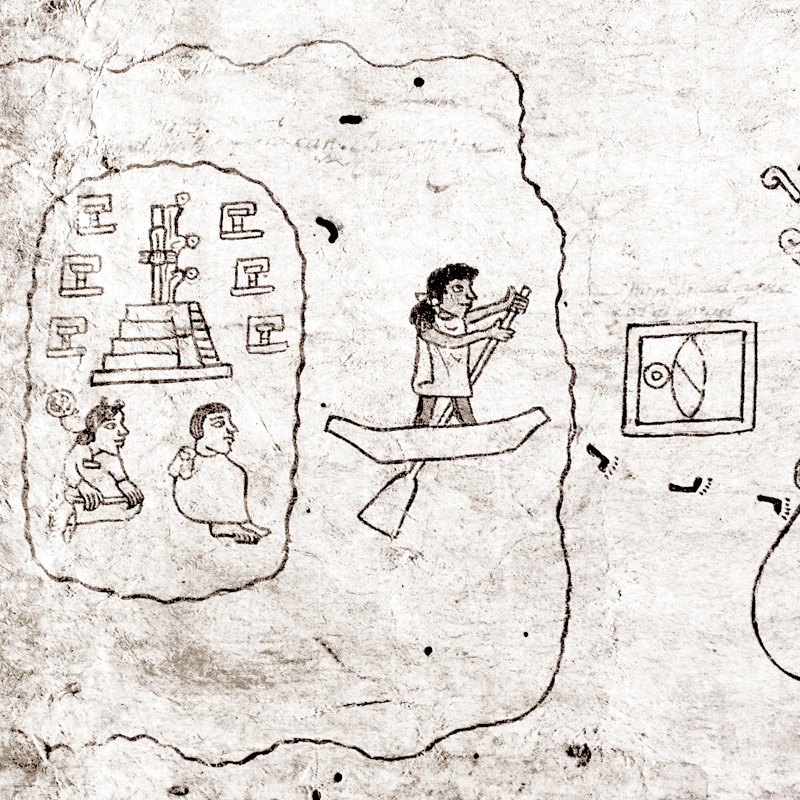
Trang đầu tiên của Thủ bản Boturini, chép về cuộc di cư của người Mexica.

### Khởi thủy
Các dân tộc Nahua có nguồn gốc từ các dân tộc Chichimec di cư đến miền trung Mexico từ phía bắc vào đầu thế kỷ XIII. Truyền thuyết di cư của người Mexica tương tự như nhiều dân tộc khác ở miền trung Mexico, với các địa điểm, nhân vật và sự kiện siêu nhiên, hòa trộn lịch sử trần thế và thiêng liêng. Theo các sách chép tượng hình lịch sử của người Aztec, họ tới từ xứ Aztlán. Họ định cư tại lưu vực Mexico và các vùng đất xung quanh, thành lập một loạt các thành bang độc lập. Những đô thị Nahua đầu tiên hoặc altepetl, được cai trị bởi những người đứng đầu triều đại gọi là tlatoāni. Hầu hết các khu định cư bấy giờ đã được thành lập bởi các dân tộc bản địa khác trước khi người Mexica tới đây.
Các thành bang này thường xung đột với nhau, nhưng do liên minh thay đổi, không thành phố nào có được sự thống trị. Mexica là những người Nahua cuối cùng đến miền Trung Mexico. Họ tới lưu vực Mexico vào khoảng năm 1250 CN và hầu hết đất nông nghiệp tốt đã thuộc về ai đó. Vua của Culhuacan, một thành bang nhỏ nhưng quan trọng vì mang dòng máu người Toltec, cho phép họ định cư ở một vùng đất xấu gọi là Chapultepec (Chapoltepēc, nghĩa là "trên đồi châu chấu"). Đổi lại, người Mexica phải gửi quân ra trận dưới danh nghĩa Culhuacan.
Vua của Culhuacan gả một người con gái cho vua của Mexica. Theo các ghi chép truyền thuyết, người Mexica lột da công chúa để hiến tế cho thần Xipe Totec. Khi nhà vua hay tin con gái bị giết, ông phẫn nộ mang quân đánh đuổi người Mexica khỏi Tizaapan. Họ rong ruổi đến một hòn đảo giữa hồ Texcoco, nơi một con đại bàng làm tổ trên một cây xương rồng. Người Mexica thấy điểm báo như vậy liền cho xây thành Tenochtitlan nơi đây vào năm ōme calli theo lịch Aztec, hay "Hai ngôi nhà" (1325 CN).

### Quân đội Aztec
Người Mexica là những chiến binh hung tợn và dũng mãnh trên chiến trường. Tầm quan trọng của các chiến binh và bản chất không thể thiếu của chiến tranh trong đời sống chính trị và tôn giáo Mexica đã giúp họ nổi lên như một cường quốc quân sự thống trị trước khi người Tây Ban Nha xuất hiện vào năm 1519.
Tenochtitlan liên minh với thành phố Azcapotzalco và vinh danh người cai trị của nó, Tezozomoc. Với sự giúp đỡ của người Mexica, Azcopotzalco bắt đầu mở rộng thành một đế quốc chư hầu nhỏ. Cho đến thời điểm này, thủ lĩnh người Mexica chưa được coi là một vị vua hợp pháp. Các nhà lãnh đạo Mexica hỏi cưới một công chúa thành Culhuacan. Con trai của họ, Acamapichtli, trở thành tlatoani đầu tiên của thành Tenochtitlan vào năm 1372.
Trong khi người Tepanec với sự giúp đỡ của Mexica mở rộng lãnh thổ, thành Texcoco của người Acolhua đã phát triển quyền lực ở phần phía đông của hồ. Cuối cùng, chiến tranh nổ ra giữa hai thành bang và Mexica đóng vai trò quan trọng trong cuộc chinh phạt Texcoco. Đến lúc này, Tenochtitlan đã phát triển thành một thành phố lớn và được trọng thưởng vùng Texcoco vì lòng trung thành với Tepanec.

### Chiến tranh Tepanec
Năm 1426, vua Tezozomoc của Tepanec băng hà, và cuộc khủng hoảng kế vị tiếp đó đã dẫn đến một cuộc nội chiến giữa những kẻ tranh ngôi. Người Mexica ủng hộ Tayahauh, người con được Tezozomoc tin tưởng và nhường ngôi, nhưng bị người con trai tên Maxtla soán ngôi. Chimalpopoca, vua Mexica, qua đời đột ngột ngay sau đó, có thể đã bị Maxtla ám sát.
Tân vương Mexica tên Itzcoatl nổi dậy chống Maxtla. Maxtla cho vây Tenochtitlan và đòi cống nạp. Maxtla cũng thực hiện chính sách tương tự với người Acolhua. Vua thành Texcoco là Nezahualcoyotl bèn cầu cứu vua thành Huexotzinco, và người Mexica nhận được sự hỗ trợ từ thành bang phe Tepanec là Tlacopan. Năm 1427, 4 thành bang Tenochtitlan, Texcoco, Tlacopan và Huexotzinco khởi binh đánh thành Azcapotzalco và đại thắng vào năm 1428.
Sau cuộc chiến, Huexotzinco triệt thoái vào năm 1430, ba thành bang còn lại thành lập Tam Đồng Minh. Đất của Tepanec được chia nhau bởi ba phe và các thủ lĩnh đồng ý hợp tác trong các hoạt động quân sự kế tiếp. Đất có được từ các cuộc chinh phạt sẽ được cai trị bởi cả ba thành bang. Tenochtitlan và Texcoco sẽ được 2/5 cống phẩm mỗi bên, và 1/5 tới tay Tlacopan. Mỗi vị vua của từng thành bang sẽ trở thành "huetlatoani" ("Diễn giả lớn tuổi", thường được dịch là "Hoàng đế"). Trong vai trò này, họ tạm thời giữ một vị trí de jure trên những người cai trị của các thành bang khác ("tlatoani").
Trong 1 thế kỷ tới, Tam Đồng Minh Tenochtitlan, Texcoco và Tlacopan thống trị Thung lũng Mexico và mở mang bờ cõi đến bờ vịnh Mexico và Thái Bình Dương. Tenochtitlan dần kiểm soát hoàn toàn liên minh. Hai trong số các người kiến thiết liên minh này là anh em cùng cha khác mẹ tên Tlacaelel và Moctezuma, cháu trai của Itzcoatl. Cuối cùng, Moctezuma kế nhiệm Itzcoatl với tư cách là huetlatoani của Mexica năm 1440. Tlacaelel trở thành "Cihuacoatl", tương đương chức "Thủ tướng" hoặc "Phó vương".

### Cải cách đế quốc

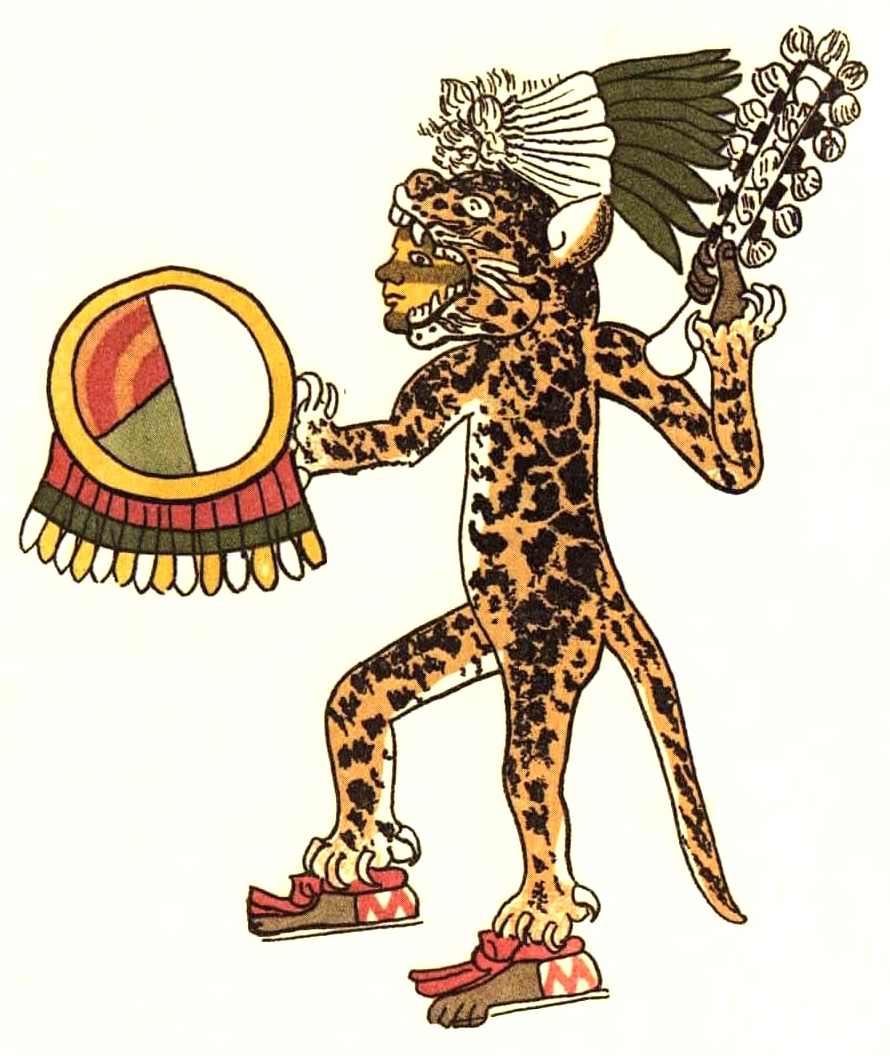
Chiến binh Báo đốm, từ Thủ bản Magliabechiano.

Ngay sau khi thành lập Tam Đồng Minh, Itzcoatl và Tlacopan cải cách sâu rộng nhà nước và tôn giáo Aztec. Tlacaelel cho đốt một số hoặc hầu hết sách vở Aztec, coi chúng là những lời dối trá.
Sau khi Moctezuma I kế ngôi Itzcoatl với tư cách là hoàng đế Mexica, nhiều cải cách được đề ra để duy trì kiểm soát các thành bang bị chinh phục. Các vị vua bất hợp tác được thay thế bởi những cai trị bù nhìn trung thành với Mexica. Một hệ thống triều cống mới cho phép người Mexica đánh thuế trực tiếp dân chúng, không cần thông qua các triều đại địa phương. Nezahualcoyotl cũng đưa ra một chính sách ở vùng đất Acolhua về việc ban cho các vị vua địa phương quyền lấy cống nạp của các lãnh thổ xa thủ đô. Chính sách này được đưa ra nhằm khuyến khích các vua chư hầu hợp tác với chính quyền đế quốc; nếu một vị vua thành bang nổi loạn, họ sẽ không được lấy cống nạp từ các vùng khác nữa. Một số vua làm phản bị thay thế bởi calpixqueh, hoặc trở thành Thống đốc.
Moctezuma ban hành luật mới phân biệt quý tộc với thường dân và đưa ra án tử hình cho tội ngoại tình và các loại tội khác. Theo sắc mệnh đế quốc, mọi khu phố phải có một trường học giám sát bởi tôn giáo. Các khu dân cư thường có một trường gọi là "telpochcalli" nơi dân phải học tôn giáo cơ bản và được đào tạo quân sự. Một loại trường thứ hai, có uy tín hơn được gọi là "peaceecac" chỉ dạy cho tầng lớp quý tộc, cũng như dân thường theo nghề linh mục hoặc nghệ nhân. Moctezuma cũng truy phong dân thường một danh hiệu mới gọi là "quauhpilli" cho các thành tựu về quân sự hoặc dân sự (tương tự như hiệp sĩ châu Âu). Trong một số trường hợp hiếm hoi, những người bình thường nhận được danh hiệu này đã kết hôn với các gia đình hoàng gia và trở thành vua.
Một thành phần của cải cách này là việc thành lập một tổ chức chiến tranh nghi thức có tên là Chiến tranh Hoa. Văn hóa Trung Bộ Mỹ khuyến khích chiến binh bắt giữ thay vì giết kẻ thù. Chiến tranh Hoa là một ví dụ tiêu biểu của văn hóa chiến tranh này. Những cuộc chiến này duy trì chất lượng của các chiến binh Aztec cũng như cung cấp tù binh cho các nghi lễ hiến tế dâng thần. Các cuộc chiến này sẽ được sắp xếp trước bởi hai bên. Chiến tranh kiểu này chủ yếu nổ ra giữa Đế quốc Aztec và các thành phố lân cận như Tlaxcala.

### Những năm đầu

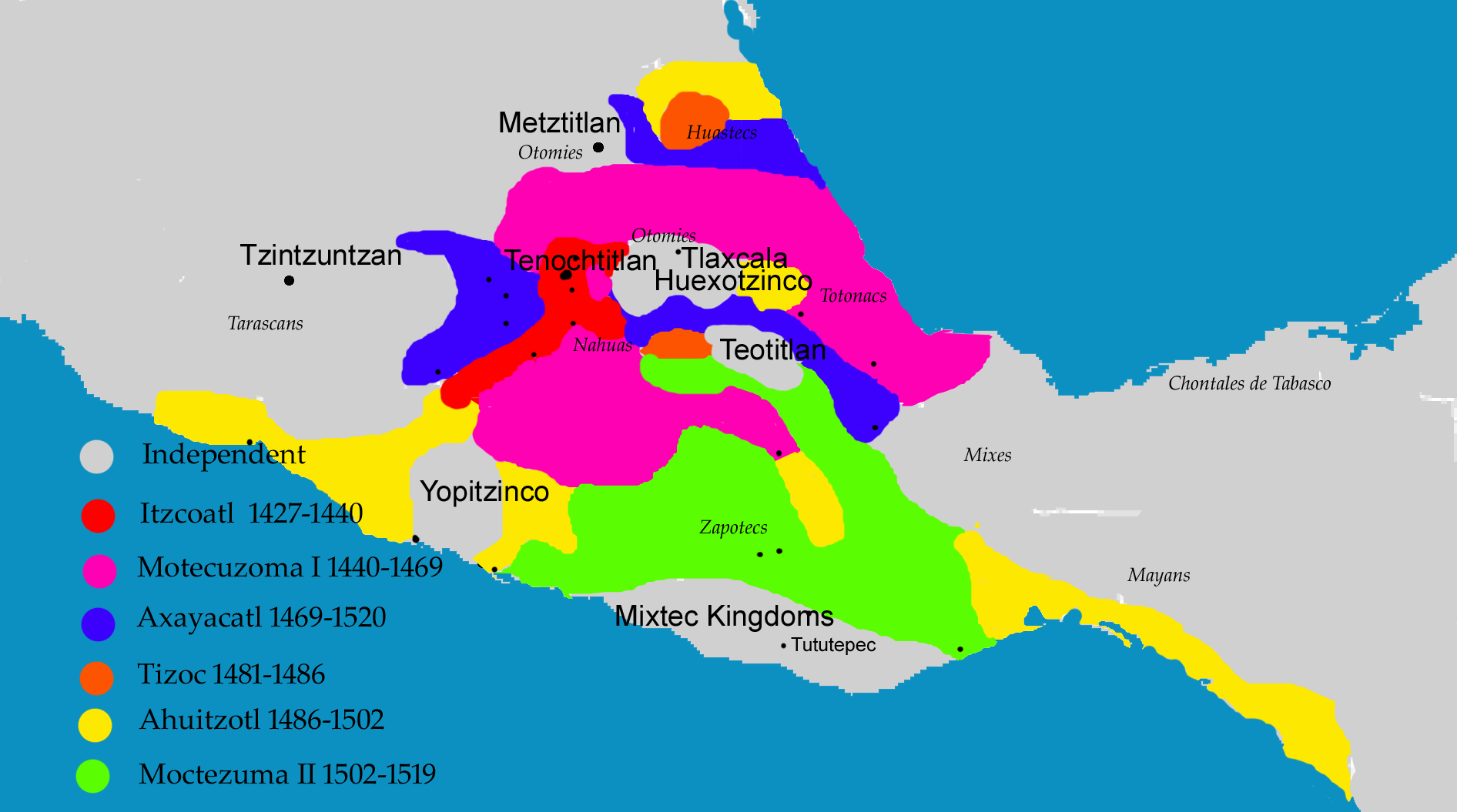
Bản đồ cho thấy lãnh thổ của đế quốc theo người chinh phạt.

Sau sự sụp đổ của thành Tepanec, Itzcoatl và Nezahualcoyotl nhanh chóng củng cố quyền lực ở Lưu vực Mexico và bắt đầu mở rộng. Mục tiêu đầu tiên của đế quốc là Coyoacan thuộc lưu vực Mexico và Cuauhnahuac và Huaxtepec ở bang Morelos của Mexico hiện đại. Những cuộc chinh phạt này đã cung cấp cho đế chế một lượng cống phẩm khổng lồ, đặc biệt là nông sản.
Sau khi Itzcoatl qua đời, Moctezuma I được phong làm hoàng đế Mexica mới. Sự bành trướng của đế quốc bị hoãn lại một thời gian bởi trận hạn hán kéo dài 4 năm xảy ra ở lưu vực Mexico năm 1450 và một số thành bang ở Morelos bị chinh phục sau khi hạn hán nhẹ đi. Moctezuma và Nezahualcoyotl tiếp tục mở rộng đế quốc về phía đông tới Vịnh Mexico và phía nam tới Oaxaca. Năm 1468, Moctezuma I băng hà và con trai ông, Axayacatl kế nhiệm. Hầu hết triều đại 13 năm của Axayacatl đã được dành để củng cố lãnh thổ có được dưới thời tiền nhiệm. Motecuzoma và Nezahualcoyotl mở rộng nhanh chóng và nhiều tỉnh nổi dậy.
Đồng thời với Đế chế Aztec, Đế quốc Purépecha ở Tây Mexico cũng đang mở rộng. Năm 1455, Purépecha dưới thời vua Tzitzipandaapes xâm chiếm Thung lũng Toluca, tuyên bố chủ quyền trên các vùng đất của Motecuzoma và Itzcoatl. Năm 1472, Axayacatl tái chiếm vùng đất thành công. Năm 1479, Axayacatl cầm 32.000 quân xâm lược đế quốc Purépecha. Purépecha đón đánh với 50.000 quân và đại thắng, tiêu diệt hoặc bắt giữ hơn 90% quân Aztec. Bản thân Axayacatl bị thương trong trận chiến, chạy về Tenochtitlan và không dám đánh Purépecha lần nữa.
Năm 1472, Nezahualcoyotl băng hà và con trai ông là Nezahualpilli lên ngôi huetlatoani mới của Texcoco. Sau đó là cái chết của Axayacatl vào năm 1481. Axayacatl được thay thế bởi anh trai Tizoc. Triều đại vua Tizoc ngắn ngủi. Ông là một người cai trị yếu kém. Do sự bất tài của ông, Tizoc bị mưu sát bởi chính giới quý tộc sau 5 năm cầm quyền.

### Những năm sau

Cương vực của đế quốc Aztec, theo María del Carmen Solanes Carraro và Enrique Vela Ramírez.

Ahuitzotl lên ngôi hoàng đế vào năm 1486. Giống như các tiền nhân, phần đầu của triều đại Ahuitzotl chủ yếu đàn áp các cuộc nổi dậy. Ahuitzotl sau đó tiến hành một làn sóng chinh phục mới vào Thung lũng Oaxaca và Bờ biển Soconusco. Do các cuộc giao tranh biên giới với Purépechas gia tăng, Ahuitzotl đánh chiếm thành bang biên giới Otzoma và cho xây tiền đồn quân sự tại đó. Dân Otzoma bị tàn sát hoặc phân tán trong quá trình này. Purépecha sau đó cũng dựng các thành lũy gần đó để cản bước tiến của người Aztec. Ahuitzotl tiếp tục mở rộng về phía tây tới Bờ biển Guerrero Thái Bình Dương.
Đời Ahuitzotl, Mexica trở thành phe lớn nhất và hùng mạnh nhất trong Tam Đồng Minh. Dựa trên uy tín mà quân Mexica đã có được trong suốt quá trình chinh phục, Ahuitzotl bắt đầu sử dụng danh hiệu "huehuetlatoani" ("Diễn giả lớn nhất") để phân biệt ông với những người cai trị thành bang Texcoco và Tlacopan. Mặc dù liên minh vẫn điều hành trên danh nghĩa, Hoàng đế Mexica hiện đã nắm quyền thực sự.
Ahuitzotl được kế nhiệm bởi cháu trai là Moctezuzoma II vào năm 1502. Moctezuma II đã dành phần lớn thời gian trị vì củng cố quyền lực ở những vùng đất bị chinh phục. Năm 1515, quân đội Aztec do tướng người Tlaxcala tên Tmusuicole chỉ huy tiến vào lãnh thổ Purépecha. Quân đội Aztec không chiếm được tấc đất nào và bị đánh xung kích. Quân Purépecha một lần nữa chiến thắng và buộc quân Aztec rút lui.
Moctezuma II tiến hành nhiều cải cách. Sau khi Nezahualcoyotl qua đời, các Hoàng đế Mexica trở thành những người cai trị thực sự của liên minh. Moctezuma II củng cố quyền lực của nhánh Mexica. Ông cho loại bỏ và xử tử nhiều cố vấn Ahuitzotl. Ông bãi bỏ giai cấp "quauhpilli", không cho bình dân thăng tiến lên quý tộc. Những nỗ lực cải cách của ông bị gián đoạn bởi cuộc chinh phạt của Tây Ban Nha năm 1519.

### Tây Ban Nha chinh phục đế quốc

Thung lũng Mexico tại thời điểm Tây Ban Nha chinh phục Mexico.

Chỉ huy đoàn thám hiểm Tây Ban Nha Hernán Cortés đổ bộ lên Yucatán vào năm 1519 với khoảng 630 người (hầu hết chỉ được trang bị một thanh kiếm và khiên). Cortés bị thống đốc Cuba, Diego Velásquez loại bỏ khỏi cuộc thám hiểm, nhưng ông bất tuân, cướp thuyền và lên đường mà không có sự cho phép. Tại đảo Cozumel, Cortés gặp Gerónimo de Aguilar, người bị bỏ lại trên đảo trong cuộc thám hiểm trước và giờ đã thành thạo tiếng Maya. Ông tiến tới Campeche và đánh bại dân bản địa buộc họ cầu hòa. Vua Campeche ban cho Cortés một dịch giả thứ hai, một nữ nô lệ người Nahua-Maya song ngữ tên La Malinche (bà còn được gọi là Malinalli [maliˈnalːi], Malintzin [maˈlintin] hoặc Doña Marina [doɲa maˈɾina]). Aguilar dịch từ tiếng Tây Ban Nha sang tiếng Maya và La Malinche dịch từ tiếng Maya sang tiếng Nahuatl. Khi Malinche học tiếng Tây Ban Nha, bà trở thành dịch giả của Cortés về cả ngôn ngữ và văn hóa, và là một nhân vật quan trọng trong cuộc chinh phạt tiếp đó.
Cortés đến Cempoala, một tỉnh chư hầu của đế quốc Aztec. Gần đó, ông thành lập thị trấn Veracruz, nơi ông gặp gỡ các sứ thần từ hoàng đế Mexica. Khi các đại sứ trở lại Tenochtitlan, Cortés đến Cempoala để gặp gỡ với các nhà lãnh đạo Totonac địa phương. Người Totonac vốn không thần phục Aztec, do vậy Cortés đã thuyết phục được họ bắt giam sứ thần thu cống của triều đình. Cortés sau đó thả viên sứ thần và nói rằng Totonac chủ mưu chuyện này. Totonac buộc phải tiến hành chiến tranh chống Aztec, cung cấp cho Cortés 20 đại đội lính hành quân đến Tlaxcala. Lúc này, một số binh lính của Cortés muốn quay về và nổi loạn. Biết chuyện này, Cortés bèn cho đánh đắm thuyền, không cho họ trở về Cuba.

Đế quốc Aztec năm 1519.

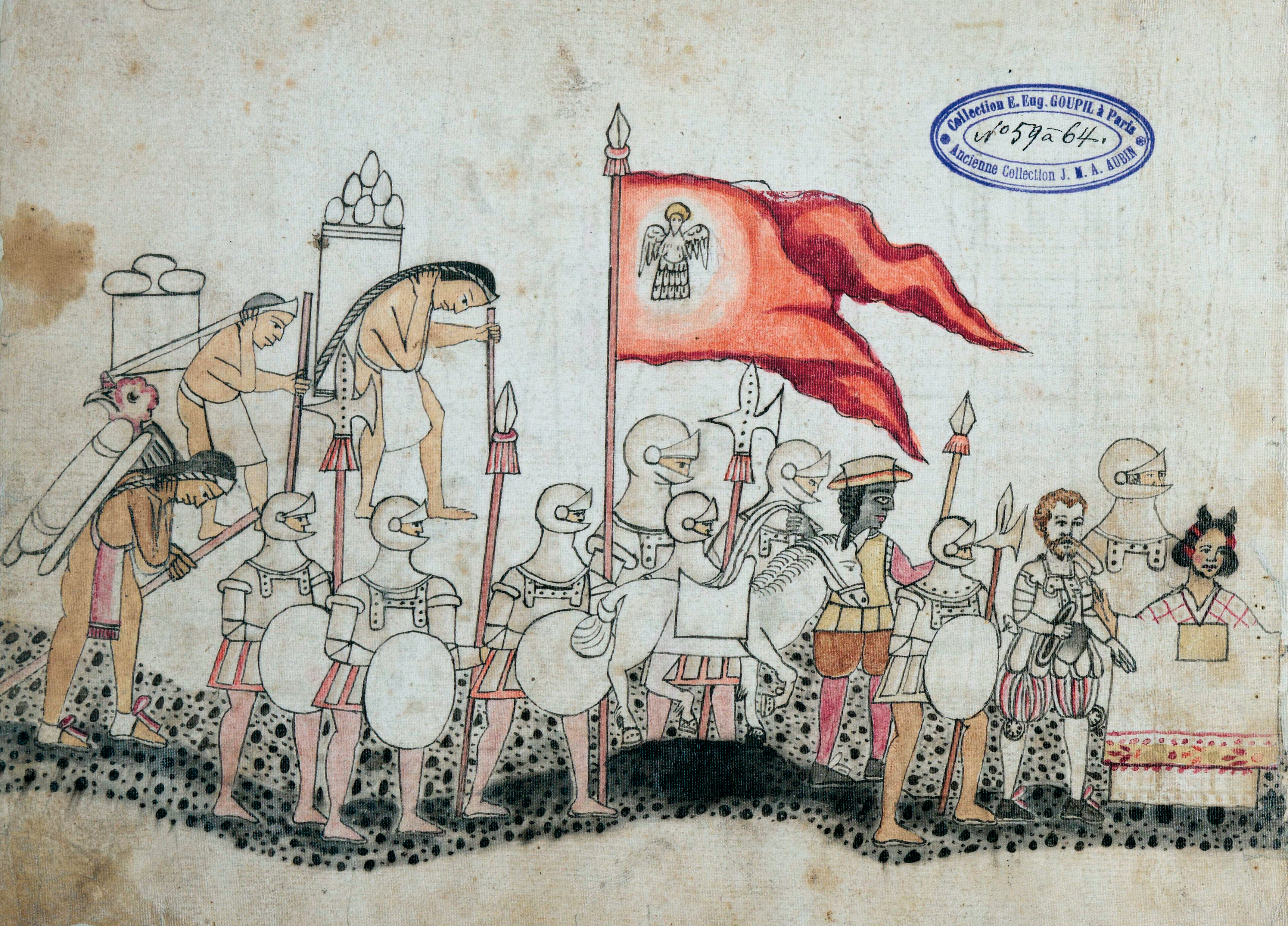
Thủ bản Azcatitlan mô tả quân đội Tây Ban Nha, với Cortez và Malinche đằng trước

Quân đội Totonac do Tây Ban Nha lãnh đạo tiến vào Tlaxcala để lập liên minh chống Aztec. Tuy nhiên, tướng Tlaxcala Xicotencatl Trẻ không tin tưởng người Tây Ban Nha. Sau nhiều trận chiến, Cortés thu phục được lòng tin của Tlaxcalan và buộc vị tướng của họ từ chức. Cortés sau đó bảo đảm một liên minh với người Tlaxcala và tới Lưu vực Mexico với 5.000-6.000 quân Tlaxcala và 400 quân Totonac, cùng vài lính Tây Ban Nha. Cortés tàn sát thành Cholula lấy cớ là cư dân nơi đây âm mưu chống lại ông. Cortés cho giết những người Cholula tập trung tại quảng trường chính của thành phố.
Sau vụ thảm sát tại Cholula, Hernan Cortés tiến vào Tenochtitlan, nơi họ được chào đón như những vị khách danh dự và được nghỉ trong cung điện của cựu hoàng Axayacatl. Sau khi ở lại thành phố 6 tuần, hai người Tây Ban Nha tại Veracruz bị giết trong một cuộc ẩu đả với một lãnh chúa Aztec tên là Quetzalpopoca. Cortés lấy cớ này để giam giữ Motecuzoma.  Trong vài tháng tới, Motecuzoma điều hành vương quốc với tư cách là tù nhân của Hernan Cortés. Sau đó, vào năm 1520, một đoàn thám hiểm Tây Ban Nha thứ hai, lớn hơn dưới sự chỉ huy của Pánfilo de Narváez do Diego Velásquez gửi đến với mục đích bắt giữ Cortés vì tội phản quốc. Trước khi đối đầu với Narváez, Cortés đã bí mật thuyết phục các trung úy của Narváez phản bội ông ta và gia nhập Cortés.
Trong lúc Cortés rời Tenochtitlan để đối phó với Narváez, chỉ huy thứ hai của ông Pedro de Alvarado tàn sát một nhóm quý tộc Aztec đang tôn vinh vị thần Huitzilopochtli. Người Aztec nổi dậy tấn công cung điện người Tây Ban Nha trú ngụ. Cortés trở lại Tenochtitlan và mở đường đến cung điện. Sau đó, ông bắt Motecuzoma lên nóc cung điện uy hiếp người dân. Tuy nhiên, đến thời điểm này, hội đồng cầm quyền Tenochtitlan đã đồng ý phế truất Motecuzoma và bầu anh trai của ông là Cuitmusuac làm hoàng đế mới. Lính Aztec dùng lăng đá bắn vào đầu Motecuzoma và ông qua đời vài ngày sau đó - mặc dù chi tiết chính xác về cái chết của ông, đặc biệt là kẻ ám sát ông, không rõ ràng.

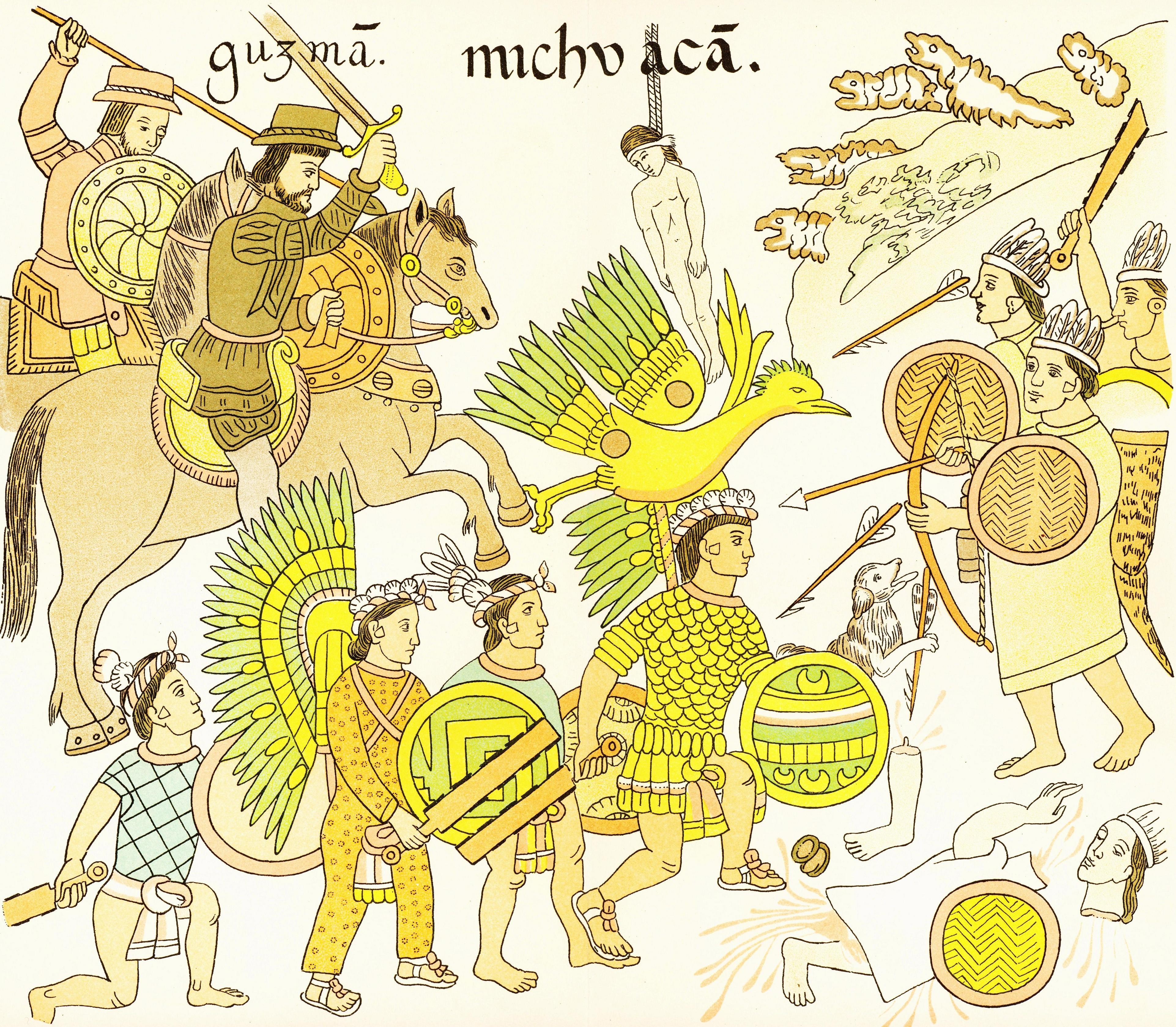
Cristóbal de Olid cầm quân Tây Ban Nha và đồng minh Tlaxcala chinh phạt Jalisco và Colima miền Tây Mexico.

Người Tây Ban Nha và các đồng minh của họ triệt thoái khỏi thành phố trong sự kiện La Noche Triste (Đêm Sầu) do sự thù địch ngày càng tăng của dân Aztec. Họ bị phát hiện trên đường chạy trốn và bị vây đánh với thương vong nặng nề. Một số người Tây Ban Nha mất mạng vì chết đuối, do mang quá nhiều vàng. Họ rút về Tlacopan (nay là Tacuba) và tìm đường đến Tlaxcala, nơi họ dưỡng thương và chuẩn bị cho đợt tấn công thứ hai vào Tenochtitlan. Sau sự cố này, dịch đậu mùa bùng nổ ở Tenochtitlan. Vì người bản địa châu Mỹ không có hệ miễn dịch chống loại bệnh này, hơn 50% dân số trong khu vực chết, bao gồm cả hoàng đế Cuitlahuac. Trong khi hoàng đế mới là Cuauhtémoc phải đối phó với dịch đậu mùa, Cortes nuôi dưỡng một đội quân Tlaxcala, Texcoca, Totonac và dân bản địa bất mãn với chế độ Aztec. Lực lượng hùng hậu lên đến 100.000 chiến binh, phần lớn là người bản địa chứ không phải người Tây Ban Nha, thẳng tiến đến lưu vực Mexico. Qua nhiều trận chiến và giao tranh tiếp theo, ông chiếm được nhiều altepetl và các ngọn núi xung quanh, bao gồm hai thủ đô của Tam Đồng Minh, Tlacopan và Texcoco. Texcoco trên thực tế đã trở thành đồng minh của người Tây Ban Nha và họ sau này đã kiến nghị lên vương miện Tây Ban Nha công nhận công sức của họ trong cuộc chinh phạt, giống như Tlaxcala đã làm.
Sử dụng những chiếc thuyền được chế tạo ở Texcoco và từ các bộ phận được trục vớt từ những con tàu bị đánh đắm, Cortés cho phong tỏa và vây hãm Tenochtitlan trong khoảng vài tháng. Mặc dù tổn thất nặng nề, Cortés đại thắng. Thành phố Tenochtitlan bị phá hủy hoàn toàn trong quá trình này. Cuauhtémoc bị bắt khi đang cố chạy trốn khỏi thành phố. Cortés giữ ông làm tù nhân và tra tấn ông vài năm trước khi xử tử ông vào năm 1525.

## Bộ máy cầm quyền
Đế quốc Aztec là một đế quốc cai trị gián tiếp. Giống như nhiều đế quốc khác, thành phần sắc tộc rất đa dạng nhưng khác ở chỗ, nhà nước này không đơn nhất mà cai trị dựa trên mạng lưới chư hầu. Trong khuôn khổ lý thuyết về hệ thống đế quốc do nhà sử học người Mỹ Alexander J. Motyl đặt ra, đế quốc Aztec thuộc loại không chính thức vì họ không hoàn toàn kiểm soát các tỉnh lị địa phương. Đế quốc này cũng không có tính liên tục về mặt lãnh thổ, tức là không phải tất cả các lãnh thổ của nó đều được kết nối bằng đường bộ. Ví dụ, các khu vực ngoại vi phía nam của tỉnh Xoconochco không được kết nối với trung tâm đế quốc. Bản chất bá quyền của đế quốc Aztec bộc lộ mỗi khi họ đi đánh chiếm một thành bang nào đó. Vua bại trận sẽ được khôi phục tước vị và đế quốc sẽ không can thiệp vào các vấn đề nội bộ của nơi đó với điều kiện là họ phải nộp cống phẩm thường xuyên.
Mặc dù hình thức chính phủ thường được gọi là một đế chế, trên thực tế, hầu hết các khu vực trong đế quốc được tổ chức thành các altepetl hay thành bang. Đây là những tiểu chính thể được cai trị bởi một vị vua hoặc một tlatoani (nghĩa đen là "diễn giả", số nhiều tlatoque) của một triều đại quý tộc địa phương. Sau khi đế quốc được thành lập vào năm 1428 và bắt đầu mở mang bờ cõi, altepetl là hình thức tổ chức thống trị ở cấp địa phương. Altepetl trong vai trò là đơn vị hành chính địa phương đã tỏ ra rất thành công.
Cần chú ý rằng thuật ngữ "đế quốc Aztec" mới được đặt trong thời hiện đại, không phải nội danh của người Aztec. Cốt lõi của chính thể Aztec bao gồm ba thành bang nói tiếng Nahuatl ở Thung lũng Mexico nhưng thành Tenochtitlan dần dần kiểm soát hoàn toàn đế quốc. "Liên minh Tam Quốc" thiết lập quyền bá chủ phần lớn Trung Bộ châu Mỹ, bao gồm các khu vực có sự đa dạng về ngôn ngữ và văn hóa. Bộ máy cai trị dựa trên cống nạp chứ không kiểm soát hoàn toàn. Tuy nhiên, theo thời gian, một bộ máy quan liêu non trẻ đã bắt đầu hình thành khi nhà nước trở nên tập trung hơn.

### Chính quyền trung ương

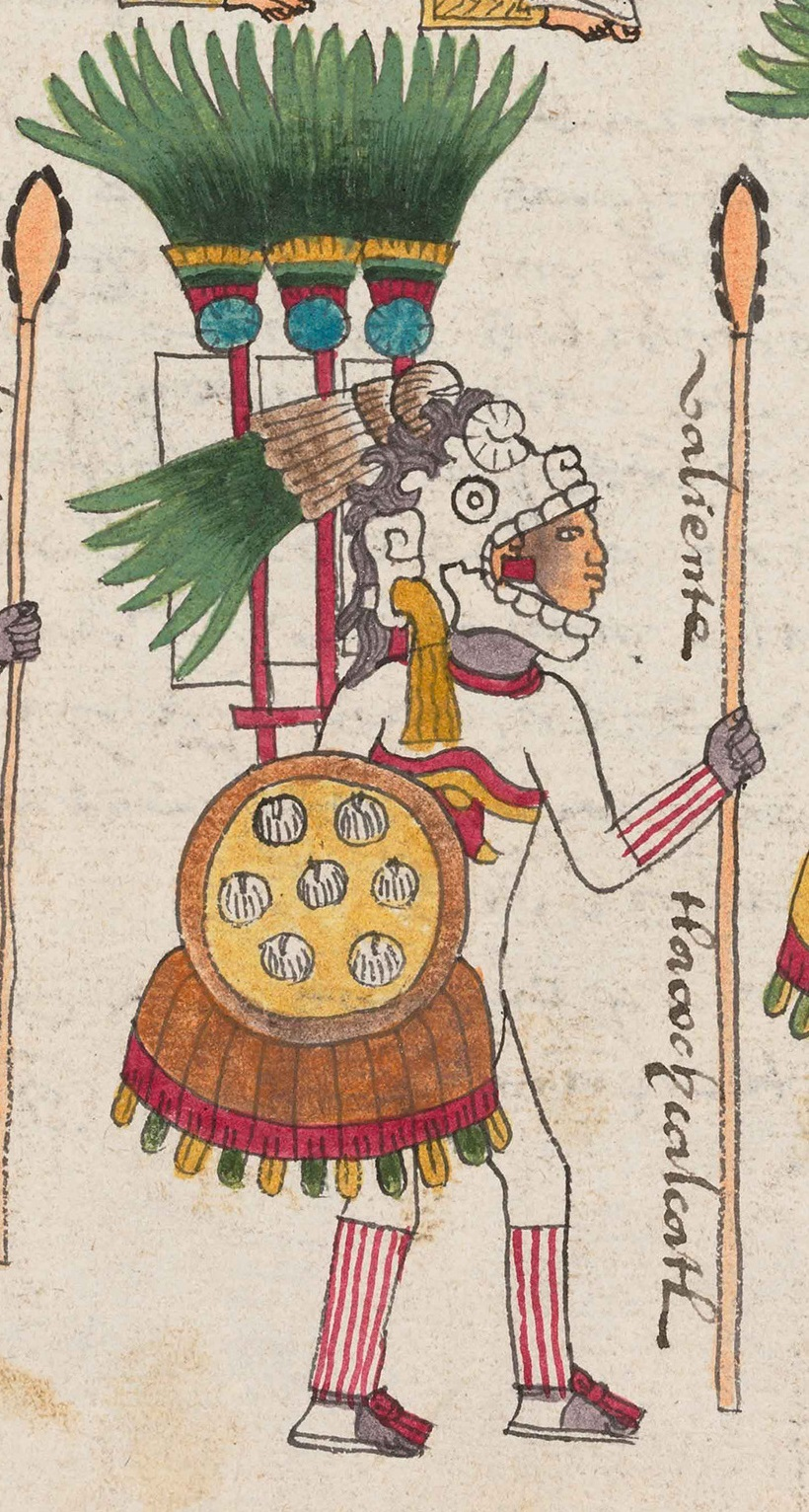
Một tlacochcalcatl trong Thủ bản Mendoza

Trước đời Nezahualcoyotl (1429-1472), đế quốc Aztec hoạt động như một liên hiệp giữa các thành bang. Các tlatoani (diễn giả) cai trị các altepetl. tlatoani đứng trên trưởng làng, trưởng làng giám sát các hộ gia đình. Một liên minh Trung Bộ Mỹ điển hình sẽ đặt một Huey Tlatoani (diễn giả lớn) kiểm soát nhiều altepetl. Sau đời Nezahualcoyotl, đế quốc Aztec phát triển theo một lối khác, các tlatoan đã thần phục sẽ bị thay thế bởi các calpixque, được giao nhiệm vụ đi thu thập cống phẩm thay vì thay thế tlatoque cũ bằng quý tộc địa phương.
Tuy nhiên, Huey tlatoani không phải là người điều hành duy nhất. Trách nhiệm của Huey tlatoani là giải quyết các vấn đề bên ngoài của đế quốc; nghĩa là việc quản lý cống nạp, chiến tranh, ngoại giao và bành trướng đều phải qua xem xét của Huey tlatoani. Cihuacoatl mới có vai trò cai quản một thành phố nhất định. Cihuacoatl luôn là người thân của Huey tlatoani; Tlacaelel, chẳng hạn, là anh trai của Moctezuma I. Cả hai danh hiệu "Cihuacoatl" (có nghĩa là "con rắn cái"-tên của một vị thần Nahua) và vai trò của vị trí này có phần giống với chức Phó vương hoặc Thủ tướng ở châu Âu, phản ánh bản chất nhị nguyên của quan niệm vũ trụ học Nahua. Cihuacoatl và Huetlatoani đều không phải là linh mục, nhưng cả hai đều có những trọng trách nghi lễ quan trọng. Cihuacoatl liên kết với mùa mưa "đàn bà", Huetlatoani liên kết với mùa khô "đàn ông". Mặc dù vị thế của Cihuacoatl được thể hiện rõ nhất ở Tenochtitlan, nVị trí này cũng tồn tại các altepetl Atzcapotzalco, Culhuacan và đồng minh Texcoco của Tenochtitlan. Mặc dù vị trí này không quá nổi bật, một Cihuacoatl có thể rất ảnh hưởng và quyền lực, như trong trường hợp của Tlacaelel.
Lần đầu tiên trong lịch sử của đế chế, Tenochtitlan đã phát triển một Hội đồng cố vấn và quân sự gồm bốn thành viên hỗ trợ Huey tlatoani trong việc ra quyết định: tlacochcalcatl; tlaccatecatl; ezhuahuacatl; và tlillancalqui. Không chỉ được lập ra vì mục đích khuyên đe mà còn là để ngăn cản tham vọng của giới quý tộc, Huey Tlatoani do vậy chỉ có thể được chọn bởi Hội đồng. Hơn nữa, hành động của bất kỳ một thành viên nào trong Hội đồng có thể dễ dàng bị phủ quyết bởi ba người còn lại, thành lập một hệ thống thẩm định tham vọng của các quan chức cấp cao. Bốn thành viên Hội đồng này cũng là tướng lĩnh, thành viên của các hội quân sự khác nhau. Cấp bậc của các thành viên không ngang nhau, tlacochcalcatl và tlaccatecatl có địa vị cao hơn những người khác. Hai thành viên này thuộc hai hội quân sự uy tín nhất, cuauhchique ("những kẻ bị cắt xén") và otontin ("Otomi").

### Chính quyền địa phương
Theo truyền thống, các tỉnh và altepetl được quản lý bởi tlatoani. Khi đế quốc phát triển, hệ thống phát triển hơn nữa và một số tlatoani bị thay thế bởi các quan chức khác. Các quan chức khác có thẩm quyền tương tự như tlatoani. Như đã được đề cập, các chư hầu được bổ nhiệm trực tiếp (calpixqui số ít, calpixque số nhiều) đôi khi được áp đặt lên altepetl thay vì lựa chọn quý tộc địa phương cho vị trí tlatoani. Vào thời cực thịnh của đế quốc, việc tổ chức nhà nước thành các tỉnh nhánh và tỉnh chiến lược đã chứng kiến sự phát triển của hệ thống này. 38 tỉnh nhánh nằm dưới sự giám sát của những người quản lý cấp cao, hay huecalpixque, người có thẩm quyền đối với calpixque cấp thấp hơn. Những calpixque và huecalpixque này về cơ bản là những người quản lý hệ thống cống nạp tỉnh được giám sát và điều phối ở thủ đô tối cao Tenochtitlan; không bởi huetlatoani, mà là một vị trí riêng biệt hoàn toàn: petlacalcatl. Nếu một altepetl quá kháng cự, một thống đốc quân sự, hay cuauhtlatoani, sẽ được cử xuống giám sát thành bang. Đời Moctezuma I, hệ thống calpixque đã được thiết lập, với hai calpixque được chỉ định cho mỗi tỉnh chư hầu. Một người trực thuộc tỉnh đó, giám sát việc thu thập cống phẩm, và người kia ở Tenochtitlan, giám sát việc lưu trữ cống phẩm. Cống phẩm được lây từ giới bình dân gọi là macehualtin và được phân chia cho giới quý tộc, họ là 'vua' (tlatoque), những người cai trị thấp hơn (teteuctin) hoặc quý tộc cấp tỉnh (pipiltin).
Việc lưu trữ cống phẩm được giám sát bởi các quan chức cao và dựa vào sức mạnh cưỡng chế của quân đội Aztec, nhưng cũng dựa trên sự hợp tác của các pipiltin (giới quý tộc địa phương được miễn cống nạp) và tầng lớp thương nhân được gọi là pochteca. Những pochteca này có nhiều cấp bậc khác nhau được thiên vị về các vấn đề trao đổi giao thương hàng hóa và do đó không nhất thiết phải là pipiltin, tuy nhiên họ đóng một vai trò không nhỏ trong cả sự phát triển và quản trị của hệ thống Aztec. Sức mạnh, chính trị và kinh tế của pochteca gắn chặt với sức mạnh chính trị và quân sự của giới quý tộc và nhà nước Aztec. Ngoài việc phục vụ như các nhà ngoại giao (teucnenenque, hoặc "lữ khách của lãnh chúa") và gián điệp trong cuộc dạo đầu chiến tranh, pochteca cấp cao hơn cũng làm thẩm phán ngoài chợ và có các nhóm tự trị nhất định, có được quyền giám sát với đất của chính họ.

### Hệ thống hành chính
| Điều hành & Quân sự | Hệ thống chư hầu | Hệ thống tư pháp                                                                     | Hệ thống địa phương |
| --- | --- | ------------------------------------------------------------------------------------ | --- |
| - Huetlatoani, người cai trị tối cao và ngoại giao - Cihuacoatl, người cai trị thấp hơn và nội vụ - Tứ hội đồng, các tướng lĩnh cố vấn và bầu chọn người kế vị Huetlatoani - Tlacochcalcatl - Tlacateccatl - Ezhuahuacatl - Tlillancalqui - Các hội quân đội - Cuachicqueh, hay Những kẻ bị cắt xén - Cuāuhtli, hay Những Chiến binh Đại bàng - Ocēlōmeh, hay Những Chiến binh Báo đốm - Otōntin, hay Những Otomi | - Petlacalcatl, thủ trưởng cống nạp - Huecalpixque, giám thị tỉnh cống nạp - Calpixque, cặp quản trị viên cống phẩm | - Tòa án Tối cao - Tòa án Đặc biệt - Tòa phúc thẩm - Tòa Pochteca - Quản lí Pochteca | - Tlatoani, người cai trị thấp hơn của một tỉnh, có thể được thay thế bởi một: - Cuauhtlatoani, thống đốc quân sự - Thủ trưởng các khu vực Calpōlli - Chủ hộ trong các khu vực calpōlli phục vụ sưu dịch |

### Cơ cấu tỉnh lị

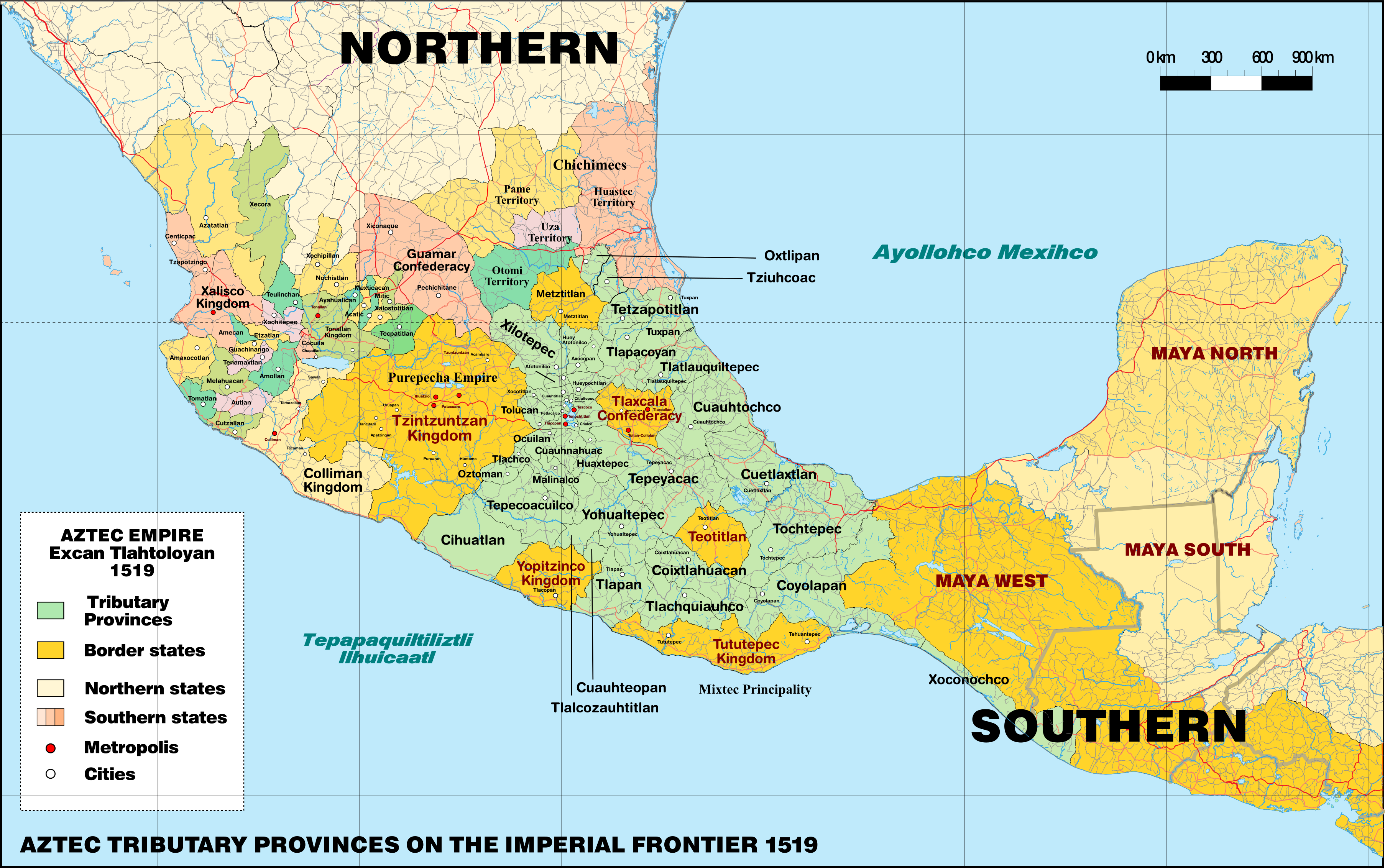
Phân chia các cấp năm 1519 của Đế quốc Aztec

Ban đầu, đế quốc Aztec là một liên minh lỏng lẻo giữa ba thành phố: Tenochtitlan, Texcoco và thành bang trẻ nhất, Tlacopan. Do đó, họ được gọi là 'Liên minh ba bên' hay Tam Đồng Minh. Hình thức chính trị này rất phổ biến ở trung Bộ Mỹ. Tuy nhiên, theo thời gian, Tenochtitlan trỗi dậy và kiểm soát hoàn toàn đế chế, và mặc dù mỗi thành bang đối tác đều chia sẻ chiến lợi phẩm và cống phẩm từ các tỉnh và được cai trị bởi Huetlatoani, Tenochtitlan mới thực sự là kẻ nắm quyền mạnh mẽ nhất, và có ảnh hưởng nhất trong ba thành phố. Nó chính là trung tâm và thủ đô thực tế của đế quốc.
Mặc dù chúng không được người Aztec mô tả theo cách này, nhưng về cơ bản có hai loại tỉnh: Chư hầu và Chiến lược. Các tỉnh chiến lược về cơ bản là các nước phụ thuộc cống nạp hoặc viện trợ cho nhà nước Aztec theo kiểu "thỏa thuận hai bên". Các tỉnh Chư hầu, mặt khác, cung cấp cống nạp thường xuyên cho đế chế; nghĩa vụ đối với các tỉnh này là bắt buộc chứ không phải đồng thuận.
| Các cấp hành chính của Đế quốc                                                                                                   | Các cấp hành chính của Đế quốc | Các cấp hành chính của Đế quốc |
| Tam Đồng Minh | Các tỉnh | Các tỉnh |
| --- | --- | --- |
| - Tenōchtitlān, Thành phố Mexico hiện đại - Texcoco, nay là Thành phố trực thuộc Texcoco - Tlacopan, cũng thuộc Thành phố Mexico | Tỉnh chư hầu | Tỉnh chiến lược |
| - Tenōchtitlān, Thành phố Mexico hiện đại - Texcoco, nay là Thành phố trực thuộc Texcoco - Tlacopan, cũng thuộc Thành phố Mexico | - Atotonilco de Pedraza - Atotonilco del Grande - Axocopan - Cihuatlan - Coixtlahuaca - Cotaxtla - Cuahuacan - Cuauhnāhuac, Cuernavaca hiện đại - Cuilapan - Huatusco - Huaxtépec - Malinalco - Ocuilan - Oxitipan - Quiauhteopan - Soconusco - Tepeaca - Tepecoacuilco - Tlachco - Tlacozauhtitlan - Tlapacoyan - Tlapan - Tlatlauhquitepec - Tlaxiaco - Tochpan - Tochtepec - Toluca - Tzicoac - Xilotepec - Xocotilan - Yoaltepec | - Acatlan - Ahautlan - Ayotlan - Chiapan - Chiauhtlan - Cuauhchinanco - Huexotla - Ixtepexi - Ixtlahuaca - Miahuatlan - Misantla - Ocuituco - Tecomaixtlahuacan - Tecpantepec - Temazcaltepec - Teozacoalco - Teozapotlán - Tetela de Río - Tetela - Xalapa - Cēmpoalātl, hay Zempoala - Zompaynco |

## Các đời hoàng đế cai trị
| Tenochtitlan | Tenochtitlan | Texcoco | Tlacopan |
| --- | --- | --- | --- |
| Huetlatoani - Ācamāpichtli, khoảng 1367–1387 - Huitzilihuitl, khoảng 1391–1415 - Chīmalpopōca, khoảng 1415–1426 - Itzcōhuātl, khoảng 1427–1440 - Motēuczōma Ilhuicamīna, khoảng 1440–1468 - Axayacatl, khoảng 1469–1481 - Tizocic, khoảng 1481–1486 - Āhuizotl, khoảng 1486–1502 - Motēuczōma Xocoyotzin, khoảng 1502–1520 - Cuitlāhuac, khoảng 1520 - Cuāuhtemōc, khoảng 1521–1524 | Cihuacoatl - Tlacaelel, khoảng 1426–1487 - Tlilpotonqui, khoảng 1487–1503 - Tlacaeleltzin Xocoyotl, khoảng 1503–1520 - Matlatzincatzin, khoảng 1520 - Tlacontzin, khoảng 1521–1524 - Tlacontzin được rủa tội thành don Juan Velásquez và trở thành nhà cai trị dưới chính quyền của Cortés, khoảng 1524–1526 | Huetlatoani - Quinatzin Tlaltecatzin, khoảng ? - Techotlalatzin, khoảng 1357 hoặc 1377–1409 - Ixtlilxochitl Ome Tochtli, khoảng 1409–1418 - Nezahualcoyōtl, khoảng 1431–1472 - Nezahualpilli, khoảng 1473–1515 - Cacamatzin, khoảng 1516–1520 - Coanacoch, khoảng 1521–1524 - Tecocoltzin, khoảng 1524–1525 | Huetlatoani - Aculnahuacatl Tzaqualcatl, khoảng 1400–1430 - Totoquihuaztli I, r. c. 1430–1469 - Chimalopopoca, khoảng 1469–1489 - Totoquihuaztli II, khoảng 1489–1519 - Tetlepanquetzaltzin, khoảng 1519–1524 |